# Kultnacht
De Kultnacht, voluit Die ZDF Kultnacht, is een jaarlijks terugkerend muziekprogramma (culturele nacht) op het tweede Duitse publieke televisienet ZDF en wordt de nieuwjaarsnacht uitgezonden na middernacht tot ongeveer 6.00 uur in de ochtend.
Het programma bestaat uit een compilatie van optredens van artiesten afkomstig uit de archieven van de ZDF onder meer de Duitse muziekprogramma's Starparade en Musikladen. Dit betreft non-stop zowel schlager, rock en pop uit de jaren zeventig, tachtig en negentig, Duitse artiesten maar ook veel internationale artiesten die ook in Nederland bekend waren. Ook worden van sommige artiesten beelden van toen en nu vertoond. Daarnaast werd aan het publiek op straat gevraagd een aantal nummers voor te zingen.
In sommige jaren is er een special (in 2013 ABBA, 2016 Boney M) waarin van één groep of artiest een uur of anderhalf uur lang nummers achter elkaar worden uitgezonden. Verder worden er interviews en reportages van de artiest uitgezonden. Ook hier ligt de nadruk op de jaren zeventig, tachtig en negentig.
De gehele nacht is er een vers programma en wordt er niet zoals op veel andere zenders steeds herhaald.